# Veracruz (stato)
Veracruz è un stato federato messicano di 7 643 194 abitanti.
Veracruz de Ignacio de la Llave, ufficialmente Estado Libre y Soberano de Veracruz de Ignacio de la Llave, generalmente noto come Veracruz (pron. [veraˈkruʦ]) è uno dei 31 Stati federati del Messico.
Si trova nella parte orientale del paese, tra 17°10' e 22°38' nord e tra 93°55' e 98°38' ovest.
Confina a nord con lo Stato di Tamaulipas, con quelli di Oaxaca e Chiapas a sud, Tabasco a sud-est, Puebla, Hidalgo e San Luis Potosí a ovest, infine ad est è bagnato dalla baia di Campeche (golfo del Messico).
La capitale è Xalapa.

## Origine del nome
Il nome dello stato deriva dal nome dall'eroica città e porto Veracruz, fondata il 22 aprile 1519, come Villa Rica de la Vera Cruz.
Con la promulgazione della costituzione federale del 1824 lo Stato riceve il nome Veracruz, ed ufficialmente istituito come stato libero e sovrano di Veracruz.
Il 10 luglio 1863 da decreto prevede che in seguito sarà ridenominato Estado Libre y Soberano de Veracruz-Llave in onore del generale e governatore di Veracruz Ignacio de la Llave, che perse la vita nel 1863 durante l'invasione francese.

## Geografia fisica
Situato lungo un'ampia fascia costiera lo Stato ha un clima umido e caldo con un progressivo raffreddamento nella zona orientale e più montuosa che ha, per contro, elevate precipitazioni. Nel periodo dal mese di giugno a ottobre nello Stato si hanno frequenti cicloni.

## Storia
La prima civiltà dell'odierno stato di Veracruz fu probabilmente quella degli Huastechi, in particolare degli Olmechi, dal 1200 al 400 a.C., che influenzarono la gran parte del Messico. Fino all'apparizione dei Totonachi, le tribù straniere si fusero con quelle locali e formarono la cultura classica di Veracruz. Nel XV secolo gli Aztechi sottomisero gran parte della regione. Nel 1519, con l'arrivo degli spagnoli di Hernán Cortés nei pressi dell'attuale città di Veracruz, ebbe inizio la conquista del Messico. Nei dintorni di Quiahuiztlán fu fondato il primo insediamento spagnolo, trasferito nel 1524 a La Antigua.
Successivamente la storia dello stato è stata strettamente legata a quella di Veracruz, la sua città di maggiore importanza e al suo porto.
Dal 1824 è guidato dal Governatore di Veracruz.

## Società

### Evoluzione demografica
Abitanti censiti (in migliaia)

### Suddivisione amministrativa
| Codice INEGI | Nome                                 | Capoluogo municipale                 | Anno di creazione | Popolazione (2010) | Area (km2) |
| ------------ | ------------------------------------ | ------------------------------------ | ----------------- | ------------------ | ---------- |
| 001          | Acajete                              | Acajete                              | 1868              | 8223               | 97.69      |
| 002          | Acatlán                              | Acatlán                              | 1868              | 3085               | 18.14      |
| 003          | Acayucan                             | Acayucan                             | 1824              | 83 817             | 655.07     |
| 004          | Actopan                              | Actopan                              | 1831              | 40 994             | 859.53     |
| 005          | Acula                                | Acula                                | 1831              | 5129               | 195.40     |
| 006          | Acultzingo                           | Acultzingo                           | 1831              | 20 973             | 167.89     |
| 007          | Camarón de Tejeda                    | Camarón de Tejeda                    | 1831              | 6224               | 125.78     |
| 008          | Alpatláhuac                          | Alpatláhuac                          | 1831              | 9691               | 71.03      |
| 009          | Alto Lucero de Gutiérrez Barrios     | Alto Lucero                          | 1930              | 28 017             | 647.94     |
| 010          | Altotonga                            | Altotonga                            | 1831              | 60 396             | 328.66     |
| 011          | Alvarado                             | Alvarado                             | 1824              | 51 955             | 825.75     |
| 012          | Amatitlán                            | Amatitlán                            | 1831              | 7987               | 135        |
| 013          | Naranjos Amatlán                     | Naranjos Amatlán                     | 1925              | 27 548             | 135.86     |
| 014          | Amatlán de los Reyes                 | Amatlán de los Reyes                 | 1825              | 42 268             | 151.5      |
| 015          | Ángel R. Cabada                      | Ángel R. Cabada                      | 1931              | 33 528             | 431.06     |
| 016          | La Antigua                           | José Cardel                          | 1868              | 25 500             | 131.45     |
| 017          | Apazapan                             | Apazapan                             | 1868              | 4027               | 67.27      |
| 018          | Aquila                               | Aquila                               | 1831              | 1797               | 20.63      |
| 019          | Astacinga                            | Astacinga                            | 1831              | 5995               | 38.61      |
| 020          | Atlahuilco                           | Atlahuilco                           | 1831              | 9824               | 62.14      |
| 021          | Atoyac                               | Atoyac                               | 1916              | 22 986             | 122.65     |
| 022          | Atzacan                              | Atzacan                              | 1825              | 20 063             | 65.17      |
| 023          | Atzalan                              | Atzalan                              | 1831              | 48 397             | 518.12     |
| 024          | Tlaltetela                           | Tlaltetela                           | 1868              | 14 613             | 278.52     |
| 025          | Ayahualulco                          | Ayahualulco                          | 1868              | 25 456             | 172.83     |
| 026          | Banderilla                           | Banderilla                           | 1868              | 21 546             | 19.84      |
| 027          | Benito Juárez                        | Benito Juárez                        | 1937              | 16 692             | 233.43     |
| 028          | Boca del Río                         | Boca del Río                         | 1868              | 138 058            | 37.24      |
| 029          | Calcahualco                          | Calcahualco                          | 1831              | 12 929             | 134.23     |
| 030          | Camerino Z. Mendoza                  | Ciudad Mendoza                       | 1831              | 41 778             | 21.52      |
| 031          | Carrillo Puerto                      | Tamarindo                            | 1831              | 16 313             | 249.15     |
| 032          | Catemaco                             | Catemaco                             | 1870              | 48 593             | 659.21     |
| 033          | Cazones de Herrera                   | Cazones de Herrera                   | 1936              | 23 483             | 273.12     |
| 034          | Cerro Azul                           | Cerro Azul                           | 1963              | 25 801             | 91         |
| 035          | Citlaltépetl                         | Citlaltépec                          | 1872              | 11 081             | 81.32      |
| 036          | Coacoatzintla                        | Coacoatzintla                        | 1868              | 9416               | 43.92      |
| 037          | Coahuitlán                           | Progreso de Zaragoza                 | 1870              | 7810               | 40.39      |
| 038          | Coatepec                             | Coatepec                             | 1831              | 86 696             | 202.44     |
| 039          | Coatzacoalcos                        | Coatzacoalcos                        | 1881              | 305 260            | 309.20     |
| 040          | Coatzintla                           | Coatzintla                           | 1870              | 48 351             | 277.33     |
| 041          | Coetzala                             | Coetzala                             | 1831              | 2144               | 9.45       |
| 042          | Colipa                               | Colipa                               | 1868              | 5728               | 129.62     |
| 043          | Comapa                               | Comapa                               | 1831              | 18 713             | 311.78     |
| 044          | Córdoba                              | Córdoba                              | 1825              | 196 541            | 159.89     |
| 045          | Cosamaloapan de Carpio               | Cosamaloapan                         | 1825              | 57 366             | 518.20     |
| 046          | Cosautlán de Carvajal                | Cosautlán de Carvajal                | 1868              | 15 668             | 76.59      |
| 047          | Coscomatepec                         | Coscomatepec de Bravo                | 1831              | 52 510             | 157.65     |
| 048          | Cosoleacaque                         | Cosoleacaque                         | 1825              | 117 725            | 277.98     |
| 049          | Cotaxtla                             | Cotaxtla                             | 1868              | 19 710             | 537.81     |
| 050          | Coxquihui                            | Coxquihui                            | 1870              | 15 492             | 80.70      |
| 051          | Coyutla                              | Coyutla                              | 1870              | 21 822             | 234.72     |
| 052          | Cuichapa                             | Cuichapa                             | 1831              | 11 645             | 34.70      |
| 053          | Cuitláhuac                           | Cuitláhuac                           | 1831              | 26 265             | 150.20     |
| 054          | Chacaltianguis                       | Chacaltianguis                       | 1831              | 11 683             | 295.46     |
| 055          | Chalma                               | Chalma                               | 1938              | 12 626             | 151.68     |
| 056          | Chiconamel                           | Chiconamel                           | 1831              | 6752               | 92.65      |
| 057          | Chiconquiaco                         | Chiconquiaco                         | 1868              | 13 190             | 133.86     |
| 058          | Chicontepec                          | Chicontepec de Tejeda                | 1824              | 54 982             | 935.73     |
| 059          | Chinameca                            | Chinameca                            | 1825              | 15 214             | 174.07     |
| 060          | Chinampa de Gorostiza                | Chinampa de Gorostiza                | 1874              | 15 286             | 140.40     |
| 061          | Las Choapas                          | Las Choapas                          | 1961              | 77 426             | 3509.56    |
| 062          | Chocamán                             | Chocamán                             | 1826              | 18 601             | 44.44      |
| 063          | Chontla                              | Chontla                              | 1868              | 14 688             | 390.43     |
| 064          | Chumatlán                            | Chumatlán                            | 1870              | 3889               | 23.10      |
| 065          | Emiliano Zapata                      | Dos Ríos                             | 1827              | 61 718             | 415.67     |
| 066          | Espinal                              | Espinal                              | 1870              | 25 548             | 239.46     |
| 067          | Filomeno Mata                        | Filomeno Mata                        | 1870              | 16 418             | 43.24      |
| 068          | Fortín                               | Fortín de las Flores                 | 1930              | 59 761             | 61.60      |
| 069          | Gutiérrez Zamora                     | Gutiérrez Zamora                     | 1877              | 24 353             | 179.27     |
| 070          | Hidalgotitlán                        | Hidalgotitlán                        | 1868              | 18 277             | 1064.61    |
| 071          | Huatusco                             | Huatusco de Chicuellar               | 1824              | 54 561             | 202.47     |
| 072          | Huayacocotla                         | Huayacocotla                         | 1837              | 20 765             | 515.62     |
| 073          | Hueyapan de Ocampo                   | Hueyapan de Ocampo                   | 1923              | 41 649             | 711.59     |
| 074          | Huiloapan de Cuauhtémoc              | Huiloapan de Cuauhtémoc              | 1859              | 6750               | 18.66      |
| 075          | Ignacio de la Llave                  | Ignacio de la Llave                  | 1885              | 17 121             | 397.13     |
| 076          | Ilamatlán                            | Ilamatlán                            | 1837              | 13 575             | 155.39     |
| 077          | Isla                                 | Isla                                 | 1967              | 42 205             | 927.86     |
| 078          | Ixcatepec                            | Ixcatepec                            | 1868              | 12 713             | 177.47     |
| 079          | Ixhuacán de los Reyes                | Ixhuacán de los Reyes                | 1831              | 10 724             | 149.81     |
| 080          | Ixhuatlán del Café                   | Ixhuatlán del Café                   | 1831              | 21 407             | 129.49     |
| 081          | Ixhuatlancillo                       | Ixhuatlancillo                       | 1831              | 21 150             | 52.56      |
| 082          | Ixhuatlán del Sureste                | Ixhuatlán del Sureste                | 1868              | 14 903             | 156.84     |
| 083          | Ixhuatlán de Madero                  | Ixhuatlán de Madero                  | 1837              | 49 820             | 668.40     |
| 084          | Ixmatlahuacan                        | Ixmatlahuacan                        | 1831              | 5727               | 347.39     |
| 085          | Ixtaczoquitlán                       | Ixtaczoquitlán                       | 1824              | 65 385             | 137.35     |
| 086          | Jalacingo                            | Jalacingo                            | 1825              | 40 747             | 208.12     |
| 087          | Xalapa                               | Xalapa-Enríquez                      | 1825              | 457 928            | 124.38     |
| 088          | Jalcomulco                           | Jalcomulco                           | 1868              | 4940               | 72.35      |
| 089          | Jáltipan                             | Jáltipan de Morelos                  | 1831              | 39 673             | 316.13     |
| 090          | Jamapa                               | Jamapa                               | 1868              | 10 376             | 132.41     |
| 091          | Jesús Carranza                       | Jesús Carranza                       | 1879              | 27 080             | 1392.66    |
| 092          | Xico                                 | Xico                                 | 1831              | 35 188             | 179.64     |
| 093          | Jilotepec                            | Jilotepec                            | 1831              | 15 313             | 56.18      |
| 094          | Juan Rodríguez Clara                 | Juan Rodríguez Clara                 | 1960              | 37 193             | 992.61     |
| 095          | Juchique de Ferrer                   | Juchique de Ferrer                   | 1868              | 16 387             | 188.29     |
| 096          | Landero y Coss                       | Landero y Coss                       | 1868              | 1546               | 17.55      |
| 097          | Lerdo de Tejada                      | Lerdo de Tejada                      | 1923              | 20 141             | 84.20      |
| 098          | Magdalena                            | Magdalena                            | 1831              | 2920               | 13.77      |
| 099          | Maltrata                             | Maltrata                             | 1831              | 16 898             | 110.91     |
| 100          | Manlio Fabio Altamirano              | Manlio Fabio Altamirano              | 1937              | 22 585             | 246.75     |
| 101          | Mariano Escobedo                     | Mariano Escobedo                     | 1868              | 33 941             | 69.55      |
| 102          | Martínez de la Torre                 | Martínez de la Torre                 | 1882              | 101 358            | 402.10     |
| 103          | Mecatlán                             | Mecatlán                             | 1870              | 11 808             | 43.65      |
| 104          | Mecayapan                            | Mecayapan                            | 1868              | 17 333             | 298.51     |
| 105          | Medellín                             | Medellín                             | 1868              | 59 126             | 398.20     |
| 106          | Miahuatlán                           | Miahuatlán                           | 1868              | 4429               | 29.37      |
| 107          | Las Minas                            | Las Minas                            | 1868              | 2897               | 50.64      |
| 108          | Minatitlán                           | Minatitlán                           | 1857              | 157 840            | 2115.20    |
| 109          | Misantla                             | Misantla                             | 1825              | 62 919             | 524.77     |
| 110          | Mixtla de Altamirano                 | Mixtla de Altamirano                 | 1831              | 10 387             | 66.28      |
| 111          | Moloacán                             | Moloacán                             | 1868              | 16 120             | 249.76     |
| 112          | Naolinco                             | Naolinco de Victoria                 | 1825              | 20 255             | 108.77     |
| 113          | Naranjal                             | Naranjal                             | 1831              | 4507               | 18.60      |
| 114          | Nautla                               | Nautla                               | 1868              | 9974               | 356        |
| 115          | Nogales                              | Nogales                              | 1831              | 34 688             | 63.59      |
| 116          | Oluta                                | Oluta                                | 1868              | 14 784             | 77.87      |
| 117          | Omealca                              | Omealca                              | 1831              | 22 561             | 214.66     |
| 118          | Orizaba                              | Orizaba                              | 1825              | 120 995            | 27.89      |
| 119          | Otatitlán                            | Otatitlán                            | 1831              | 5250               | 50.08      |
| 120          | Oteapan                              | Oteapan                              | 1868              | 14 965             | 22.75      |
| 121          | Ozuluama de Mascareñas               | Ozuluama de Mascareñas               | 1825              | 23 276             | 2391.11    |
| 122          | Pajapan                              | Pajapan                              | 1868              | 15 909             | 307.52     |
| 123          | Pánuco                               | Pánuco                               | 1831              | 97 290             | 3171.23    |
| 124          | Papantla                             | Papantla de Olarte                   | 1824              | 158 599            | 1458.50    |
| 125          | Paso del Macho                       | Paso del Macho                       | 1864              | 29 165             | 398.97     |
| 126          | Paso de Ovejas                       | Paso de Ovejas                       | 1868              | 32 576             | 387.83     |
| 127          | La Perla                             | La Perla                             | 1831              | 23 648             | 137.49     |
| 128          | Perote                               | Perote                               | 1831              | 68 982             | 614.66     |
| 129          | Platón Sánchez                       | Platón Sánchez                       | 1868              | 17 888             | 244.67     |
| 130          | Playa Vicente                        | Playa Vicente                        | 1873              | 40 984             | 1174.17    |
| 131          | Poza Rica de Hidalgo                 | Poza Rica de Hidalgo                 | 1951              | 193 311            | 63.95      |
| 132          | Las Vigas de Ramírez                 | Las Vigas de Ramírez                 | 1873              | 17 958             | 99.68      |
| 133          | Pueblo Viejo                         | Ciudad Cuauhtémoc                    | 1825              | 55 358             | 289.28     |
| 134          | Puente Nacional                      | Puente Nacional                      | 1868              | 21 603             | 383.76     |
| 135          | Rafael Delgado                       | Rafael Delgado                       | 1831              | 20 245             | 26.67      |
| 136          | Rafael Lucio                         | Rafael Lucio                         | 1868              | 7023               | 11.54      |
| 137          | Los Reyes                            | Los Reyes                            | 1831              | 5484               | 33.78      |
| 138          | Río Blanco                           | Río Blanco                           | 1859              | 40 634             | 15.22      |
| 139          | Saltabarranca                        | Saltabarranca                        | 1824              | 5908               | 108.73     |
| 140          | San Andrés Tenejapan                 | San Andrés Tenejapan                 | 1831              | 2715               | 21.91      |
| 141          | San Andrés Tuxtla                    | San Andrés Tuxtla                    | 1825              | 157 364            | 957.21     |
| 142          | San Juan Evangelista                 | San Juan Evangelista                 | 1868              | 33 435             | 1257.65    |
| 143          | Santiago Tuxtla                      | Santiago Tuxtla                      | 1829              | 56 427             | 619.41     |
| 144          | Sayula de Alemán                     | Sayula de Alemán                     | 1868              | 31 974             | 662.00     |
| 145          | Soconusco                            | Soconusco                            | 1831              | 14 395             | 96.39      |
| 146          | Sochiapa                             | Sochiapa                             | 1831              | 3502               | 16.23      |
| 147          | Soledad Atzompa                      | Soledad Atzompa                      | 1831              | 21 380             | 115.66     |
| 148          | Soledad de Doblado                   | Soledad de Doblado                   | 1868              | 27 008             | 416.30     |
| 149          | Soteapan                             | Soteapan                             | 1831              | 32 596             | 479.71     |
| 150          | Tamalín                              | Tamalín                              | 1875              | 11 211             | 399.64     |
| 151          | Tamiahua                             | Tamiahua                             | 1837              | 23 588             | 1018.53    |
| 152          | Tampico Alto                         | Tampico Alto                         | 1825              | 12 242             | 873.84     |
| 153          | Tancoco                              | Tancoco                              | 1868              | 5873               | 155.98     |
| 154          | Tantima                              | Tantima                              | 1868              | 12 814             | 334.21     |
| 155          | Tantoyuca                            | Tantoyuca                            | 1845              | 101 743            | 1303.25    |
| 156          | Tatatila                             | Tatatila                             | 1868              | 5584               | 92.01      |
| 157          | Castillo de Teayo                    | Castillo de Teayo                    | 1877              | 18 663             | 272.02     |
| 158          | Tecolutla                            | Tecolutla                            | 1877              | 25 126             | 535.44     |
| 159          | Tehuipango                           | Tehuipango                           | 1831              | 23 479             | 94.75      |
| 160          | Álamo Temapache                      | Álamo                                | 1837              | 104 499            | 1278.98    |
| 161          | Tempoal                              | Tempoal de Sánchez                   | 1868              | 34 956             | 1152.49    |
| 162          | Tenampa                              | Tenampa                              | 1868              | 6247               | 65.31      |
| 163          | Tenochtitlán                         | Tenochtitlán                         | 1931              | 5222               | 86.96      |
| 164          | Teocelo                              | Teocelo                              | 1831              | 16 327             | 60.77      |
| 165          | Tepatlaxco                           | Tepatlaxco                           | 1831              | 8249               | 59.78      |
| 166          | Tepetlán                             | Tepetlán                             | 1868              | 9004               | 95.12      |
| 167          | Tepetzintla                          | Tepetzintla                          | 1868              | 13 949             | 226.85     |
| 168          | Tequila                              | Tequila                              | 1824              | 14 648             | 99.74      |
| 169          | José Azueta                          | Villa Azueta                         | 1831              | 23 999             | 543.22     |
| 170          | Texcatepec                           | Texcatepec                           | 1868              | 10 627             | 195.94     |
| 171          | Texhuacán                            | Texhuacán                            | 1831              | 5292               | 44.04      |
| 172          | Texistepec                           | Texistepec                           | 1831              | 20 199             | 450.39     |
| 173          | Tezonapa                             | Tezonapa                             | 1960              | 52 584             | 524.56     |
| 174          | Tierra Blanca                        | Tierra Blanca                        | 1915              | 94 087             | 1516.75    |
| 175          | Tihuatlán                            | Tihuatlán                            | 1868              | 89 774             | 718.80     |
| 176          | Tlacojalpan                          | Tlacojalpan                          | 1831              | 4632               | 103.01     |
| 177          | Tlacolulan                           | Tlacolulan                           | 1868              | 10 299             | 133.57     |
| 178          | Tlacotalpan                          | Tlacotalpan                          | 1824              | 13 284             | 577.59     |
| 179          | Tlacotepec de Mejía                  | Tlacotepec de Mejía                  | 1868              | 3965               | 65.40      |
| 180          | Tlachichilco                         | Tlachichilco                         | 1837              | 11 276             | 225.48     |
| 181          | Tlalixcoyan                          | Tlalixcoyan                          | 1825              | 37 037             | 917.68     |
| 182          | Tlalnelhuayocan                      | Tlalnelhuayocan                      | 1868              | 16 311             | 36.61      |
| 183          | Tlapacoyan                           | Tlapacoyan                           | 1826              | 58 084             | 167.96     |
| 184          | Tlaquilpa                            | Tlaquilpa                            | 1831              | 7151               | 57.19      |
| 185          | Tlilapan                             | Tlilapan                             | 1831              | 4879               | 11.06      |
| 186          | Tomatlán                             | Tomatlán                             | 1825              | 6763               | 18.85      |
| 187          | Tonayán                              | Tonayán                              | 1868              | 5696               | 50.37      |
| 188          | Totutla                              | Totutla                              | 1831              | 16 403             | 97.76      |
| 189          | Tuxpan                               | Túxpam de Rodríguez Cano             | 1825              | 143 362            | 966.18     |
| 190          | Tuxtilla                             | Tuxtilla                             | 1868              | 2177               | 45.63      |
| 191          | Úrsulo Galván                        | Úrsulo Galván                        | 1868              | 29 005             | 123.92     |
| 192          | Vega de Alatorre                     | Vega de Alatorre                     | 1868              | 19 541             | 340.17     |
| 193          | Veracruz                             | Veracruz                             | 1825              | 552 156            | 247.90     |
| 194          | Villa Aldama                         | Villa Aldama                         | 1929              | 10 851             | 51.40      |
| 195          | Xoxocotla                            | Xoxocotla                            | 1870              | 5163               | 37.17      |
| 196          | Yanga                                | Yanga                                | 1831              | 17 462             | 89.08      |
| 197          | Yecuatla                             | Yecuatla                             | 1868              | 11 357             | 112.77     |
| 198          | Zacualpan                            | Zacualpan                            | 1875              | 6784               | 263.02     |
| 199          | Zaragoza                             | Zaragoza                             | 1868              | 10 720             | 21.70      |
| 200          | Zentla                               | Colonia Manuel González              | 1868              | 12 379             | 178.66     |
| 201          | Zongolica                            | Zongolica                            | 1825              | 41 923             | 280.09     |
| 202          | Zontecomatlán de López y Fuentes     | Zontecomatlán de López y Fuentes     | 1837              | 13 866             | 242.27     |
| 203          | Zozocolco de Hidalgo                 | Zozocolco de Hidalgo                 | 1825              | 13 434             | 68.84      |
| 204          | Agua Dulce                           | Agua Dulce                           | 1988              | 46 010             | 372.03     |
| 205          | El Higo                              | El Higo                              | 1988              | 19 128             | 391.73     |
| 206          | Nanchital de Lázaro Cárdenas del Río | Nanchital de Lázaro Cárdenas del Río | 1988              | 27 094             | 30.23      |
| 207          | Tres Valles                          | Tres Valles                          | 1988              | 45 095             | 548.11     |
| 208          | Carlos A. Carrillo                   | Carlos A. Carrillo                   | 1996              | 22 907             | 245.78     |
| 209          | Tatahuicapan de Juárez               | Tatahuicapan                         | 1997              | 14 297             | 295.83     |
| 210          | Uxpanapa                             | La Chinantla                         | 1997              | 27 346             | 1912.26    |
| 211          | San Rafael                           | San Rafael                           | 2003              | 29 277             | 291.84     |
| 212          | Santiago Sochiapan                   | Xochiapa                             | 2003              | 12 409             | 397.37     |